# Alfabeto casubio
El alfabeto casubio o casubiano (kaszëbsczi alfabét, kaszëbsczé abecadło) es la escritura del idioma casubio, basada en el alfabeto latino. El alfabeto casubio consta de 34 letras:
A, Ą, Ã, B, C, D, E, É, Ë, F, G, H, I, J, K, L, Ł, M, N, Ń, O, Ò, Ó, Ô, P, R, S, T, U, Ù, W, Y, Z, Ż
El idioma casubio también usa algunos dígrafos: ch, cz, dz, dż, rz y sz . Los dígrafos cz, dż, sz, ż se pronuncian de manera diferente a sus contrapartes polacas - son palato-alveolares, no retroflejos - pero rz se pronuncia igual que en polaco.

## Pronunciación
| Mayúsculas | Minúscula | Nombre de las letras | Pronunciación                                                                       |
| ---------- | --------- | -------------------- | ----------------------------------------------------------------------------------- |
| A          | a         | a                    | [a]                                                                                 |
| Ą          | ą         | ą                    | [õ], [ũ]                                                                            |
| Ã          | ã         | ã                    | [ã] [ɛ̃] (Puck, Wejherowo)                                                           |
| B          | b         | bé                   | [b]                                                                                 |
| C          | c         | cé                   | [ts]                                                                                |
| D          | d         | dé                   | [d]                                                                                 |
| E          | e         | mi                   | [ɛ]                                                                                 |
| É          | é         | mi                   | [e] [ɨj] en algunos dialectos [i]/[ɨ] de Puck a Kartuzy [ɨ] al final de una palabra |
| Ë          | ë         | szwa                 | [ə]                                                                                 |
| F          | F         | éf                   | [f]                                                                                 |
| G          | gramo     | gé                   | [ɡ]                                                                                 |
| H          | h         | ha                   | [x]                                                                                 |
| I          | I         | I                    | [i]                                                                                 |
| J          | j         | jota                 | [j]                                                                                 |
| K          | k         | ka                   | [k]                                                                                 |
| L          | l         | él                   | [l]                                                                                 |
| Ł          | ł         | éł                   | [w]                                                                                 |
| M          | m         | ém                   | [m]                                                                                 |
| N          | n         | Én                   | [n]                                                                                 |
| Ń          | ń         | éń                   | [ɲ] [n]                                                                             |
| O          | o         | o                    | [ɔ]                                                                                 |
| Ò          | ò         | ò                    | [wɛ]                                                                                |
| Ó          | ó         | ó                    | [o] [u] (dialectos del sur)                                                         |
| Ô          | ô         | ô                    | [ɞ] [ɛ] (dialectos occidentales) [ɔ] (Wejherowo) [o]/[u] (dialectos del sur)        |
| P          | p         | pé                   | [p]                                                                                 |
| R          | r         | ér                   | [r]                                                                                 |
| S          | s         | és                   | [s]                                                                                 |
| T          | t         | té                   | [t]                                                                                 |
| U          | tu        | tu                   | [u]                                                                                 |
| Ù          | ù         | ù                    | [wʉ]                                                                                |
| W          | w         | wé                   | [v]                                                                                 |
| Y          | y         | igrek                | [i]                                                                                 |
| Z          | z         | zet                  | [z]                                                                                 |
| Ż          | ż         | żet                  | [ʒ]                                                                                 |

### Combinación de consonantes

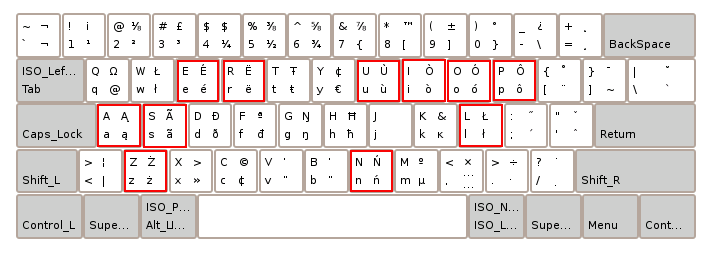
Disposición del teclado casubio

| Mayúsculas | Minúscula | Pronunciación |
| ---------- | --------- | ------------- |
| Ch         | ch        | [x]           |
| Cz         | cz        | [tʃ]          |
| Dz         | dz        | [dz]          |
| Dż         | dż        | [dʒ]          |
| Rz         | rz        | [ʐ]           |
| Sz         | sz        | [ʃ]           |